# 進士路
進士路，舊稱「擺厘」，日治時期屬員山堡珍珠滿力庄，1940年行政劃分劃入宜蘭市南町，戰後則因為宜蘭首位進士楊士芳故居位於此處，因此易名為「進士路」。「擺厘」本為宜蘭地區原住族群噶瑪蘭平埔人的稱呼，意指「水邊高地」，類似於臺語中的「浮洲地」、「溪洲」。
進士路為宜蘭市最接近古宜蘭河河道與蘭陽溪分流處，同時也是宜蘭市中最為接近蘭陽溪沖積扇扇頂地勢較高的地區。有美福大排貫穿其中，當地居民習慣上稱進士路「進士橋」以北地區為「下擺厘」，以南為「頂擺厘」。「下擺厘」屬現代化的住宅群，「頂擺厘」則仍保持傳統的農村生活型態。